# Trigonotis opaca
Trigonotis opaca är en strävbladig växtart som först beskrevs av Ivan Murray Johnston, och fick sitt nu gällande namn av L M. Johnston. Trigonotis opaca ingår i släktet Trigonotis och familjen strävbladiga växter. Inga underarter finns listade i Catalogue of Life.